# Antipyrgos
Antipyrgos (łac. Dioecesis Antipyrgensis) – stolica historycznej diecezji w Cesarstwie Rzymskim (prowincja Libia Inferiore), współcześnie w Libii. Od XX w. katolickie biskupstwo tytularne (wakujące od 1969).

## Biskupi tytularni
| Lp. | Biskup                         | Funkcja                                                 | Od               | Do                |
| --- | ------------------------------ | ------------------------------------------------------- | ---------------- | ----------------- |
| 1   | Luigi Ermenegildo Ricci OFM    | wikariusz apostolski Północno-zachodniego Hubei (Chiny) | 22 lutego 1922   | 26 listopada 1931 |
| 2   | John Chang Pi-te               | wikariusz apostolski Zhaoxian (Chiny)                   | 11 stycznia 1932 | 11 kwietnia 1946  |
| 3   | Ricardo Ramos de Castro Vilela | emerytowany biskup Nazaré (Brazylia)                    | 16 sierpnia 1946 | 8 sierpnia 1958   |
| 4   | Wilhelm Tuschen                | biskup pomocniczy Paderborn (Niemcy)                    | 21 sierpnia 1958 | 21 czerwca 1961   |
| 5   | Myles McKeon                   | biskup pomocniczy Perth (Australia)                     | 23 maja 1962     | 6 maja 1969       |